# Mediaset
Mediaset, cuya razón social es Mediaset Italia, S. p. A., es una empresa italiana dedicada a la comunicación televisiva, propiedad de MFE-MediaForEurope, filial de Fininvest. Fue fundada en 1978 por Silvio Berlusconi con la denominación Telemilano, y adoptó el nombre actual en 1996.
Buena parte de sus estudios radican en Milano 2, el área de la ciudad de Milán, desde la que comenzó a emitir Telemilano (actual Canale 5). En 1987, Mediaset se escindió de Fininvest, el holding de la familia Berlusconi, que es su único y máximo accionista, a través de MFE-MediaForEurope.

## Actividades
- En Italia: Canale 5, Italia 1, Rete 4, 20 Mediaset, La5, Italia 2, Iris, Twentyseven, Mediaset Extra, Top Crime, Focus, TgCom24, Boing, Cartoonito, Mediaset Premium (hasta 2019), Mediaset Infinity y las versiones en HD de las generalistas.
  - Radio: R101, Radio 105, Virgin Radio, Radio Subasio y Radio Monte Carlo.

Con anterioridad, Mediaset gestionó Mediaset España que ahora está controlada por su matriz, MFE-MediaForEurope.
- En España: Telecinco, Cuatro, Factoría de Ficción, Boing, Divinity, Energy y Be Mad. Mediaset posee también las acciones de Publiespaña.
- Desde mayo de 2015 hasta 2017 tuvo el 40% de la televisión catalana 8TV.

Con anterioridad, Mediaset (entonces Fininvest) fue importante accionista de La Cinq (Francia) y Tele 5 (Alemania), ambas cerradas en 1992.

### El caso de Telecinco
Ante las crecientes presiones contra el monopolio público, la liberalización de la televisión en España se produce en 1989 por la concesión de tres licencias a canales privados, entre ellos Telecinco. Berlusconi adquiere el máximo legal por entonces según la Ley de Televisión Privada de 1989: un 25% del total del nuevo canal: Gestevision - Telecinco SA (actualmente Mediaset España Comunicación SA), pero también de Publiespaña que gestiona el control publicitario, y Videotime España compañía de producción.
En esta época la participación extranjera en el capital de una sociedad española no puede exceder del 25%. Habida cuenta de este obstáculo y algunos movimientos turbios entre los principales accionistas de Gestevision Telecinco, Berlusconi se encontrará años más tarde, acusado, ante los tribunales españoles de operaciones ilegales producidas entre 1990 y 1993.
Ya en 1990, la cadena se sitúa en segunda posición en parte de audiencia detrás de TVE. Difunde nuevos programas en España, muy similares a los de su modelo italiano Canale 5. Pese a ello, a partir de 1993, la competencia salvaje de Antena 3, la otra cadena privada, abre un período de crisis que se traduce en fuertes pérdidas financieras y una reducción de la audiencia quien coloca a Telecinco en tercer lugar en los índices de audiencia.
El período de crisis también se manifestó por la salida del director general, Valerio Lazarov y culminó con la primera huelga de la historia de la televisión privada española y 6 mil millones de pérdidas en octubre de 1993. Con la llegada de Maurizio Carlotti, la cadena a lo largo de años renueva su imagen.
En junio de 1999, después de una modificación de la ley que limitaba la participación extranjera, Silvio Berlusconi adquiere por medio de Mediaset Investimenti un 15% más del capital social de Gestevision Telecinco SA (actualmente Mediaset España Comunicación SA) y de Publiespaña SA. Se convierte así en accionista de referencia con un 40% del capital.
En diciembre de 2010, Telecinco se fusionó con Cuatro, adquiriendo el canal. Así quedaron sus canales: Telecinco, Cuatro, La Siete, Factoría de Ficción, Boing, Divinity, Energy, Nueve, Telecinco HD y Cuatro HD, las señales en alta definición de las cadenas principales. Sin embargo, tras la sentencia del Tribunal Supremo en 2014 que obligaba a cerrar nueve canales de televisión, Mediaset España cesó las emisiones de La Siete y Nueve y anunció el cierre con un polémico video donde un coche atropella los dos canales del grupo.

## Fusión de Mediaset Italia y Mediaset España
El 10 de junio de 2019, el grupo audiovisual anunció que los consejos de administración de Mediaset Italia (Italia) y Mediaset España habían acordado la fusión de las dos compañías en el holding Mediaset N.V. Este tendría su sede en los Países Bajos, aunque cotizaría en las bolsas de Italia y España, manteniendo además la actividad operativa de las dos sociedades que lo conforman y sus sedes en Cologno Monzese y Madrid, respectivamente, evitando una deslocalización. Asimismo, su actividad industrial y editorial no sufriría modificaciones, al igual que el empleo y la producción.
Por otro lado, lo que esta unión empresarial busca es la consolidación de Mediaset y su posible expansión a nivel internacional, aparte de desarrollar una plataforma al nivel de los operadores globales y de la tecnología para la publicidad del futuro. De este modo, la colaboración entre los grupos audiovisuales se fundamenta en sinergias en lo que se refiere a la gestión tecnológica, la negociación de grandes contenidos y los costes, abriendo también otras posibilidades de negocio y aumentando previsiblemente sus inversiones.
Finalmente, cabe destacar que esta empresa obtuvo la participación del 9,6% de ProSiebenSat1. Este hecho se debe a que había sido adquirida previamente por Mediaset Italia S.p.A.